# Amillis
 Amillis  es una población y comuna francesa, en la región de Isla de Francia, departamento de Sena y Marne, en el distrito de Provins y cantón de La Ferté-Gaucher.

## Demografía
| 559 | 696 | 658 | 727 | 881 | 863 | 922 | 904 | 920 | 968 | 960 | 850 | 846 | 891 | 855 | 804 | 769 | 748 | 724 | 748 | 608 | 664 | 603 | 610 | 702 | 661 | 562 | 537 | 555 | 507 | 609 | 685 | 770 |
| Para los censos de 1962 a 1999 la población legal corresponde a la población sin duplicidades (Fuente: INSEE [Consultar]) |     |     |     |     |     |     |     |     |     |     |     |     |     |     |     |     |     |     |     |     |     |     |     |     |     |     |     |     |     |     |     |     |